# Chindongo elongatus
Pseudotropheus elongatus (псевдотрофеус елонгатус) — вид риб родини цихлових. У природних умовах є ендеміком озера Ньяса, належить до групи Мбуна. Використовують як акваріумні риби.

## Зовнішній вигляд
Псевдотрофеус елонгатус добре відрізняється від інших видів групи Мбуна більш струнким та витягнутим тілом (звідки і походить назва виду). У природних умовах досягає 9,5 см завдовжки, в акваріумах — 9-10 см. Вид має декілька форм — мпанга (англ. Mpanga), чевеа (англ. Chewere) та інші, що відрізняються елементами забарвлення. Статевий диморфізм виражений слабко, але самці більш масивні та більш яскраво забарвлені у шлюбний період.

## Поширення та місця існування
Ендемік озера Ньяса, де відомий тільки з одного місця (затоки Мбамба та Нката) в Танзанії. Демерсальна риба. Зустрічається у скелястих місцях, віддаючи перевагу ділянкам, де чергуються каміння та пісок. Тримається на мілководді (глибина 0,5-6 м), однак інколи спостерігали на глибині до 20 м. Цей вид плаває дуже близько до субстрату, намагаючись тримати контакт з поверхнею скель та своїм черевом. Веде потайний спосіб життя та, ймовірно, територіальність виражена слабко.

## Утримання в акваріумі
Температура води 22-25 °C, твердість 9-19, pH 7,5-8,0. Як і інші малавійські цихліди, потребує гарної аерації, фільтрації та регулярної часткової заміни води. Тримають групою, що складається з самця та декількох самок. З іншими видами малавійських цихлід добре уживаються у великих акваріумах (від 400 л).
Як й інші види групи Мбуна вживає різноманітний корм з поверхні каменів — водорості, зоопланктон. Тому в акваріумних умовах обов'язково повинні бути присутні рослинні корми (наприклад, спіруліна; ошпарені листки кульбаби, шпинату, кропиви). Можна годувати сухим кормом. Корисною підкормкою є зоопланктон — циклопи, дафнії.

## Розмноження
Статева зрілість настає у віці близько 1 року, проте шлюбні ігри починаються вже з 7-8 місяців. Псевдотрофеус елонгатус належить до видів, які інкубують ікру в роті. Самка після запліднення забирає ікринку до роту, де виношує їх упродовж майже трьох тижнів. У цей період вона не живиться. Плодючість до 25 ікринок. Ще деякий час мальки продовжують ховатися у роті самки. У період розмноження самці дуже агресивні як по відношенню до особин свого виду (особливо інших самців), так і інших видів риб.

## Охорона
Pseudotropheus elongatus належить до уразливих видів за критеріями МСОП. Головною загрозою є мешкання цих риб у невеликому районі. 